# Hollywood Chewing Gum
Hollywood Chewing Gum är en dominerande fransk tuggummitillverkare. Företaget ingår i den brittiska koncernen Cadbury Schweppes.